# Los Angeles Chargers 2019

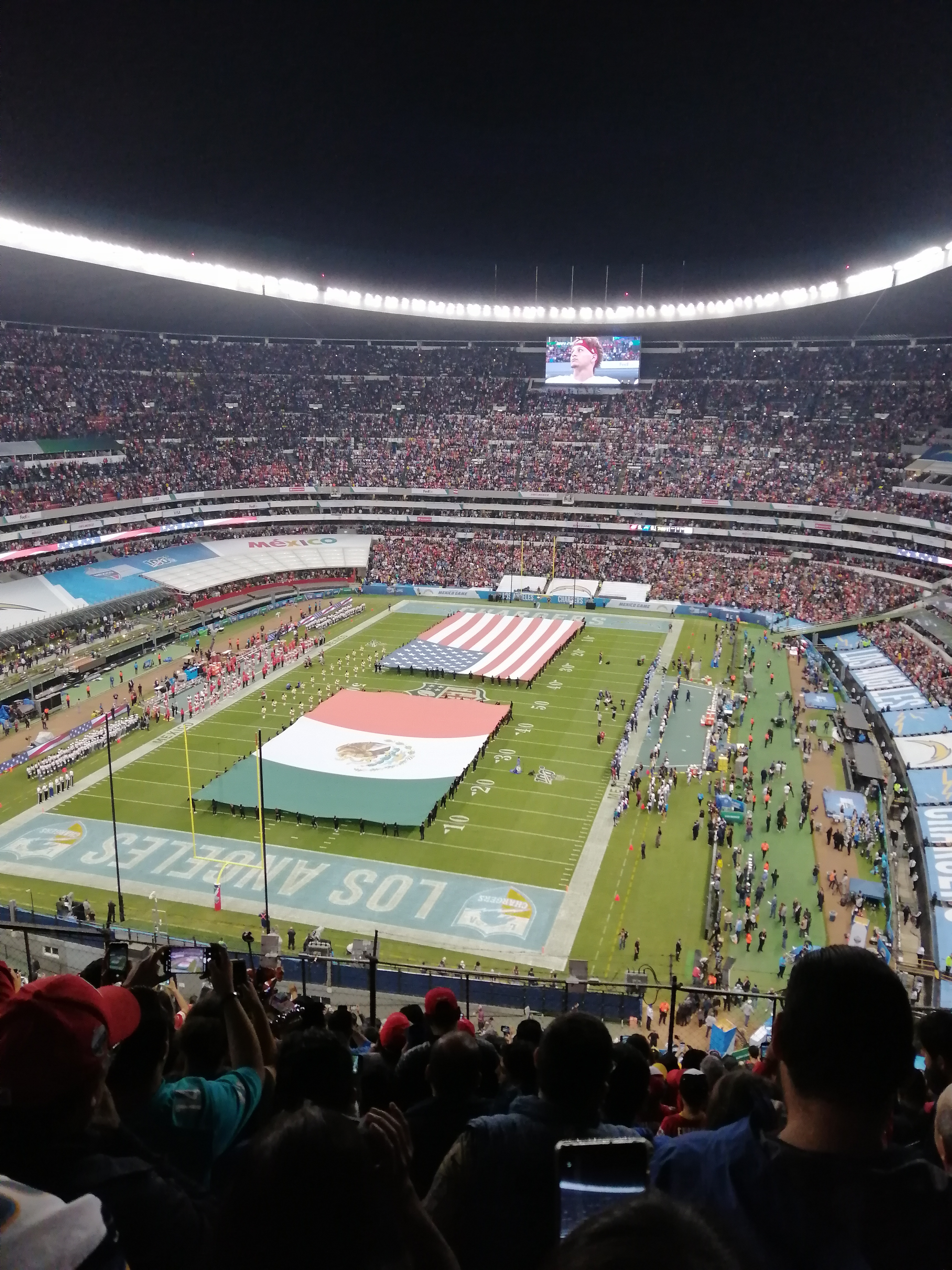
La partita del 18 novembre contro i Chiefs a Città del Messico

La stagione 2019 dei Los Angeles Chargers è stata la 50ª della franchigia nella National Football League, la 60ª complessiva e la terza con Anthony Lynn come capo-allenatore. Fu anche la terza e ultima stagione al Dignity Health Sports Park, con la franchigia che si trasferirà al SoFi Stadium a Inglewood all'inizio della stagione 2020 assieme ai Los Angeles Rams. Considerata da alcuni analisti come una possibile candidata al Super Bowl, la squadra deluse invece le aspettative terminando con un record di 5-11, la sua prima annata con un record negativo dal 2016 e la prima con sede a Los Angeles. Fu anche l'ultima stagione dello storico quarterback Philip Rivers con la squadra, il quale aveva giocato ogni gara come titolare per i Chargers ininterrottamente dal 2006.

## Scelte nel Draft 2019
| Scelte dei Chargers nel Draft 2019 |        |                  |       |                    |
| Giro                               | Scelta | Giocatore        | Ruolo | College            |
| 1                                  | 28     | Jerry Tillery    | DT    | Notre Dame         |
| 2                                  | 60     | Nasir Adderley   | S     | Delaware           |
| 3                                  | 91     | Trey Pipkins     | OT    | Sioux Falls        |
| 4                                  | 130    | Drue Tranquill   | LB    | Notre Dame         |
| 5                                  | 166    | Easton Stick     | QB    | North Dakota State |
| 6                                  | 200    | Emeke Egbule     | LB    | Houston            |
| 7                                  | 242    | Cortez Broughton | DT    | Cincinnati         |

## Staff
| Staff dei Los Angeles Chargers nel 2019 |
| --- |
| Organi dirigenziali - Proprietario/Presidente: Dean Spanos - Vice-presidente: Michael Spanos - General manager: Tom Telesco Capo allenatore - Anthony Lynn Altri allenatori - Preparatore atletico – John Lott - Assistente p.a. – Jonathan Brooks - Assistente p.a. - Larry Jackson Allenatori dell'attacco - Coordinatore dell'attacco: Shane Steichen - Quarterback: Vacant - Running back: Alfredo Roberts - Wide Receiver: Nick Sirianni - Tight End: John McNulty - Offensive Line: Pat Meyer - Assistente Offensive Line: James Cregg Allenatori della difesa - Coordinatore della difesa: Gus Bradley - Defensive Line: Giff Smith - Linebacker: Richard Smith - Secondary: Ron Milus - Assistente Secondary: Chris Harris - Assistente difesa – D'Anton Lynn Allenatori dello special team - Assistente dello Special Team: Marquice Williams |

## Roster
| Roster dei Los Angeles Chargers nel 2019 |
| --- |
| Quarterback - 17 Philip Rivers - 2 Easton Stick - 5 Tyrod Taylor Running Back - 30 Austin Ekeler - 22 Justin Jackson - 35 Troymaine Pope - 34 Derek Watt FB Wide Receiver - 13 Keenan Allen - 12 Travis Benjamin - 11 Geremy Davis - 16 Dontrelle Inman - 81 Mike Williams Tight End - 80 Sean Culkin - 88 Virgil Green - 86 Hunter Henry Offensive Linemen - 66 Dan Feeney G - 77 Forrest Lamp G - 79 Trey Pipkins T - 53 Mike Pouncey C - 61 Scott Quessenberry C - 75 Michael Schofield G - 78 Trent Scott T - 69 Sam Tevi T Defensive Linemen - 97 Joey Bosa DE - 91 Cortez Broughton DT - 54 Melvin Ingram DE - 93 Justin Jones DT - 92 Brandon Mebane NT - 40 Chris Peace DE - 98 Isaac Rochell DE - 71 Damion Square DT - 99 Jerry Tillery DT Linebacker - 57 Jatavis Brown OLB - 58 Thomas Davis OLB - 48 Nick Dzubnar MLB - 51 Emeke Egbule OLB - 42 Uchenna Nwosu OLB - 52 Denzel Perryman MLB - 49 Drue Tranquill MLB - 44 Kyzir White OLB Defensive Back - 32 Nasir Adderley SS - 43 Michael Davis CB - 28 Brandon Facyson CB - 26 Casey Hayward CB - 33 Derwin James SS - 23 Rayshawn Jenkins FS - 20 Desmond King CB - 31 Adrian Phillips FS - 36 Roderic Teamer CB - 24 Trevor Williams CB Special Team - 4 Michael Badgley K - 1 Ty Long P - 45 Cole Mazza LS Lista delle riserve - 84 Dylan Cantrell WR (IR) - 25 Melvin Gordon RB (Did Not Report) - 41 Ben Johnson TE (IR) - 50 Tre'Von Johnson OLB (IR) - 65 Koda Martin G (IR) - 83 Vince Mayle TE (IR) - 76 Russell Okung OT (NF-Ill.) - 89 Andrew Vollert TE (IR) - 67 Brant Weiss OT (IR) 53 attivi, 9 inattivi |
| Legenda - I rookie sono in corsivo. - Il primo ruolo è il principale mentre gli eventuali successivi indicano i ruoli secondari. - (IR) sta per Injured Reserve ed indica la lista ristretta per un solo giocatore infortunato che può tornare ad allenarsi dopo la settimana 6 e a rientrare in prima squadra dopo che questa ha giocato 8 partite. - (NF-Inj.) / (NF-Ill.) stanno rispettivamente per Non-Football Injured e Non-Football Illness ed indicano le liste dove viene inserito un giocatore che ha un infortunio o una malattia non dipendente dal football americano. - (PUP) sta per Physically Unable to Perform ed indica la lista dove viene inserito un giocatore mentre è in attesa di recuperare la condizione fisica. Nella stagione regolare dopo la sesta partita giocata dalla propria squadra, il giocatore ha tempo tre settimane per riprendere ad allenarsi, più tre settimane aggiuntive dal suo rientro agli allenamenti per rientrare in prima squadra. |

## Calendario
| Stagione regolare |                    |                         |                    |                    |                            |                    |
| Turno             | Data               | Avversario              | Risultato          | Record             | Stadio                     | Sintesi            |
| 1                 | 8 settembre        | Indianapolis Colts      | V 30–24 (dts)      | 1–0                | Dignity Health Sports Park | Recap              |
| 2                 | 15 settembre       | at Detroit Lions        | S 10–13            | 1–1                | Ford Field                 | Recap              |
| 3                 | 22 settembre       | Houston Texans          | S 20–27            | 1–2                | Dignity Health Sports Park | Recap              |
| 4                 | 29 settembre       | at Miami Dolphins       | V 30–10            | 2–2                | Hard Rock Stadium          | Recap              |
| 5                 | 6 ottobre          | Denver Broncos          | S 13–20            | 2–3                | Dignity Health Sports Park | Recap              |
| 6                 | 13 ottobre         | Pittsburgh Steelers     | S 17–24            | 2–4                | Dignity Health Sports Park | Recap              |
| 7                 | 20 ottobre         | at Tennessee Titans     | S 20–23            | 2–5                | Nissan Stadium             | Recap              |
| 8                 | 27 ottobre         | at Chicago Bears        | V 17–16            | 3–5                | Soldier Field              | Recap              |
| 9                 | 3 novembre         | Green Bay Packers       | V 26–11            | 4–5                | Dignity Health Sports Park | Recap              |
| 10                | 7 novembre         | at Oakland Raiders      | S 24–26            | 4–6                | RingCentral Coliseum       | Recap              |
| 11                | 18 novembre        | Kansas City Chiefs      | S 17–24            | 4–7                | Estadio Azteca             | Recap              |
| 12                | Settimana di pausa | Settimana di pausa      | Settimana di pausa | Settimana di pausa | Settimana di pausa         | Settimana di pausa |
| 13                | 1 dicembre         | at Denver Broncos       | S 20–23            | 4–8                | Empower Field at Mile High | Recap              |
| 14                | 8 dicembre         | at Jacksonville Jaguars | V 45–10            | 5–8                | TIAA Bank Field            | Recap              |
| 15                | 15 dicembre        | Minnesota Vikings       | S 10–39            | 5–9                | Dignity Health Sports Park | Recap              |
| 16                | 22 dicembre        | Oakland Raiders         | S 17–24            | 5–10               | Dignity Health Sports Park | Recap              |
| 17                | 29 dicembre        | at Kansas City Chiefs   | S 21–31            | 5–11               | Arrowhead Stadium          | Recap              |

Note: gli avversari della propria division sono in grassetto.

## Classifiche

### Division
| AFC West             | AFC West | AFC West | AFC West | AFC West | AFC West | AFC West | AFC West | AFC West |
| vedi • disc. • mod.  | V        | S        | P        | PCT      | DIV      | CONF     | PF       | PS       |
| -------------------- | -------- | -------- | -------- | -------- | -------- | -------- | -------- | -------- |
| Kansas City Chiefs   | 12       | 4        | 0        | .750     | 9–3      | 5-3      | 308      | 256      |
| Denver Broncos       | 7        | 9        | 0        | .438     | 3–3      | 6-6      | 225      | 250      |
| Oakland Raiders      | 7        | 9        | 0        | .438     | 3-3      | 5-7      | 224      | 218      |
| Los Angeles Chargers | 5        | 11       | 0        | .313     | 0–6      | 3-9      | 172      | 197      |
|                      |          |          |          |          |          |          |          |          |
|                      |          |          |          |          |          |          |          |          |

### Conference
| American Football Conference           | American Football Conference | American Football Conference | American Football Conference | American Football Conference | American Football Conference | American Football Conference | American Football Conference | American Football Conference | American Football Conference | American Football Conference |
| Pos.                                   | Squadra                      | Division                     | V                            | S                            | P                            | PCT                          | DIV                          | CONF                         | SOS                          | SOV                          |
| Capolista di Division                  | Capolista di Division        | Capolista di Division        | Capolista di Division        | Capolista di Division        | Capolista di Division        | Capolista di Division        | Capolista di Division        | Capolista di Division        | Capolista di Division        | Capolista di Division        |
| -------------------------------------- | ---------------------------- | ---------------------------- | ---------------------------- | ---------------------------- | ---------------------------- | ---------------------------- | ---------------------------- | ---------------------------- | ---------------------------- | ---------------------------- |
| 1                                      | Baltimore Ravens             | North                        | 14                           | 2                            | 0                            | .875                         | 5–1                          | 10–2                         | .400                         | .356                         |
| 2                                      | Kansas City Chiefs           | West                         | 12                           | 4                            | 0                            | .750                         | 6–0                          | 9–3                          | .436                         | .414                         |
| 3                                      | New England Patriots         | East                         | 12                           | 4                            | 0                            | .750                         | 5-1                          | 8-4                          | .549                         | .507                         |
| 4                                      | Houston Texans               | South                        | 10                           | 6                            | 0                            | .625                         | 4-2                          | 8-4                          | .441                         | .459                         |
| Wild Card                              |                              |                              |                              |                              |                              |                              |                              |                              |                              |                              |
| 5                                      | Buffalo Bills                | East                         | 10                           | 6                            | 0                            | .625                         | 3-3                          | 7-5                          | .330                         | .214                         |
| 6                                      | Tennessee Titans             | South                        | 9                            | 7                            | 0                            | .563                         | 3-3                          | 7-5                          | .539                         | .452                         |
| In corsa per i play-off                |                              |                              |                              |                              |                              |                              |                              |                              |                              |                              |
| 7                                      | Pittsburgh Steelers          | North                        | 8                            | 8                            | 0                            | .500                         | 3-3                          | 6-6                          | .481                         | .336                         |
| 8                                      | Denver Broncos               | West                         | 7                            | 9                            | 0                            | .438                         | 3-3                          | 6-6                          | .554                         | .353                         |
| 9                                      | Oakland Raiders              | West                         | 7                            | 9                            | 0                            | .438                         | 3-3                          | 5-7                          | .451                         | .404                         |
| 10                                     | Indianapolis Colts           | South                        | 7                            | 9                            | 0                            | .438                         | 3-3                          | 5-7                          | .630                         | .575                         |
| 11                                     | New York Jets                | East                         | 7                            | 9                            | 0                            | .438                         | 2-4                          | 4-8                          | .485                         | .275                         |
| 12                                     | Jacksonville Jaguars         | South                        | 6                            | 10                           | 0                            | .375                         | 2-4                          | 6-6                          | .500                         | .500                         |
| 13                                     | Cleveland Browns             | North                        | 6                            | 10                           | 0                            | .375                         | 3-3                          | 6-6                          | .544                         | .419                         |
| 14                                     | Los Angeles Chargers         | West                         | 5                            | 11                           | 0                            | .313                         | 0-6                          | 3-9                          | .490                         | .300                         |
| 15                                     | Miami Dolphins               | East                         | 5                            | 11                           | 0                            | .313                         | 2-4                          | 4-8                          | .554                         | .450                         |
| 16                                     | Cincinnati Bengals           | North                        | 2                            | 14                           | 0                            | .125                         | 1-5                          | 2-10                         | .639                         | .000                         |
| Criteri di spareggio                   |                              |                              |                              |                              |                              |                              |                              |                              |                              |                              |
| 1.                                     |                              |                              |                              |                              |                              |                              |                              |                              |                              |                              |
| Legenda                                |                              |                              |                              |                              |                              |                              |                              |                              |                              |                              |
| w — wild card ottenuta                 |                              |                              |                              |                              |                              |                              |                              |                              |                              |                              |
| x — partecipazione ai playoff ottenuta |                              |                              |                              |                              |                              |                              |                              |                              |                              |                              |
| y — campioni di division               |                              |                              |                              |                              |                              |                              |                              |                              |                              |                              |
| z — salto del primo turno di play-off  |                              |                              |                              |                              |                              |                              |                              |                              |                              |                              |
| * — vantaggio del campo ottenuto       |                              |                              |                              |                              |                              |                              |                              |                              |                              |                              |

## Premi

### Premi settimanali e mensili
- Ty Long:

giocatore degli special team della AFC della settimana 1
- Joey Bosa:

difensore della AFC della settimana 8